# Nicolae Șoltuz
Nicolae Șoltuz (n. 21 decembrie 1864, în orașul Soroca, ținutul Soroca – d. 25 iunie 1940) a fost un deputat din Sfatul Țării, organismul care a exercitat puterea legislativă în Republica Democratică Moldovenească, în perioada 1917-1918.

## Biografie
A absolvit Școala județeană din Soroca în anul 1884. Astfel, tot în acest an, începând cu data de 12 iulie a fost numit portărel șef pe lângă Tribunalul din Soroca, conform deciziei președintelui Congresului judecătorilor de pace din judetul Soroca. A fost numit „mai întâi în sectorul II al județului, apoi în sectorul I, funcție în care activează până la 1 septembrie 1892. Următorii șapte ani este în serviciul departamentului de poliție din județul Soroca, în funcția de inspector”.
De asemenea, a ocupat următoarele funcții: a fost comisar șef de circumscripție, membru în comitetul de conducere al primăriei orașului și a zemstvei Soroca, primar al orașului Soroca și deputat în Duma rusească și în Sfatul Țării. Cetățean de onoare al orașului Soroca: p. 122
Căsătorit cu nobila Ecaterina Vasilevna (n. Tinica), a avut patru copii. Doi băieți Constantin, (născut la 16 decembrie 1901), și Serghei, (n. la 28 iunie 1905, și două fiice: prima, Claudia, ( n. la 3 martie 1906, decedată prematur), și Maria, (n. la 17 iulie 1913).
A decedat la 25 iunie 1940. Nu se cunoaște cu exactitate locul unde a fost înmormântat.

## Activitatea politică
În data de 16 decembrie 1899 a fost ales ca membru al primăriei Soroca, cu unanimitate de voturi, iar în 29 ianuarie 1900 a fost desemnat ca primar interimar al localității Soroca, urmând ca în anii următori să fie ales tot cu unanimitate de voturi.
În anul 1912, mai exact în 21 iunie la ședința ordinară a Consiliului orășenesc Soroca, s-a pus în discuție pe ordinea de zi de către consilierul Nicolae Homitchi propunerea privind acordarea titlului de cetățean de onoare lui Nicolae Soltuz, în semn de recunoștință pentru activitatea prestigioasă pe care o depune timp îndelungat în funcția de primar al urbei Soroca. Nicolae Homitchi și-a motivat propunerea prin următorul argument conform căruia Nicolae Soltuz merita de mult această apreciere, deoarece a fost și membru al Dumei de Stat (ales, în cea de-a treia Dumă de Stat a Rusiei, la 9 ianuarie 1908), iar toate meritele sale sunt cunoscute de întreaga populație a urbei.
Așadar, se fac demersurile necesare pentru punerea în aplicare a deciziei de acordare a titlului de cetățean de onoare lui Nicolae Soltuz, de către Consiliul orășenesc Soroca. Astfel, prin Decretul din 19 noiembrie 1912 emis de către împăratul Rusiei, Nicolai al II-lea a fost aprobată hotărârea Consiliului orășenesc Soroca, acesta din urmă conferindu-i lui Nicolae Soltuz titlul de cetățean de onoare al urbei Soroca.
În anul 1917, Nicolae Soltuz aflat în funcția de primar al orașului Soroca, a fost ales la 10 decembrie 1917, în parlamentul Basarabiei din partea zemstvei Soroca, activând până în 27 noiembrie 1918 în Sfatul Țării. Menționăm că nu a fost membru în niciun partid, pentru Sfatul Țării fiind delegat de către primăriile orășenești. :p. 96
Nicolae Soltuz a prezidat ședința din 13 martie 1918, ce a avut loc la Soroca, convingându-i pe cei prezenți să urmeze exemplul celor din localitatea Bălți (3 martie) și să voteze Unirea cu România. Astfel, județul Soroca votează, în acea zi, Unirea cu România. Prezent la 27 martie a votat PENTRU unirea Basarabiei cu țara. :p. 96
După unire a fost primar de Soroca, apoi cetățean de onoare al acestui oraș.:p. 97

## Distincții
- Ordinul „Sf. Ana”, (clasa a III -a);
- Ordinul „Sf. Stanislav”, (clasa a II-a);
- Medalia de bronz cu tresa de Ordinul „Vulturul Alb”;
- Medalia de bronz deschis în memoria războiului din 1812;
- Medalia comemorativă „300 de ani de domnie a Romanovilor” (toate rusești);
- Ordinul „Steaua României” în grad de ofițer;
- Ordinul „Coroana României” în grad de ofițer.